# 333. Infanterie-Division (Wehrmacht)
La 333. Infanterie-Division fu una divisione dell'esercito tedesco attiva durante la seconda guerra mondiale che venne creata nel 1940 e fu schierata prima lungo il fronte occidentale e poi lungo il fronte orientale, finché non fu sciolta nel novembre 1943.

## Storia
La divisione fu istituita il 15 novembre 1940 e dopo la sua formazione fu trasferita in Bretagna, nel giugno 1941, come forza di occupazione. Il 21 ottobre 1942 fu dato l'ordine di riorganizzare la divisione in una divisione d'attacco e nel febbraio 1943 fu spostata sul fronte orientale, dove combatté nel bacino del Donec, in particolare nella zona tra Izjum e Lozovaja. Il 2 novembre 1943, dopo diversi combattimenti nella zona di Zaporižžja, la divisione fu ufficialmente sciolta e i resti furono riuniti nel Divisionsgruppe 333.

## Ordine di battaglia
- Infanterie-Regiment 679
- Infanterie-Regiment 680
- Infanterie-Regiment 681
- Artillerie-Regiment 333
- Pionier-Bataillon 333
- Feldersatz-Bataillon 333
- Panzerjäger-Abteilung 333
- Aufklärungs-Abteilung 333
- Divisions-Nachrichten-Abteilung 333
- Divisions-Nachschubführer 333[1]

## Comandanti
- Generalleutnant Rudolf Pilz (15 novembre 1940 - 10 dicembre 1942)
- Generalmajor Gerhard Graßmann (10 dicembre 1942 - 22 marzo 1943)
- Generalleutnant Rudolf von Tschudi (22 marzo 1943 - 1º luglio 1943)
- Generalmajor Wilhelm Crisolli (1º luglio 1943 - 10 luglio 1943)
- Generalleutnant Erwin Menny (10 luglio 1943 - 2 novembre 1943)[1]